# Cimetière national de fort Gibson
Le cimetière nationale de fort Gibson est un cimetière national des États-Unis situé à l'intérieur de la ville de Fort Gibson, dans le comté de Muskogee, en Oklahoma. Il s'étend sur 48,3 acres (19,5 ha), et en 2008, il y avait 19 102 inhumations.

## Histoire

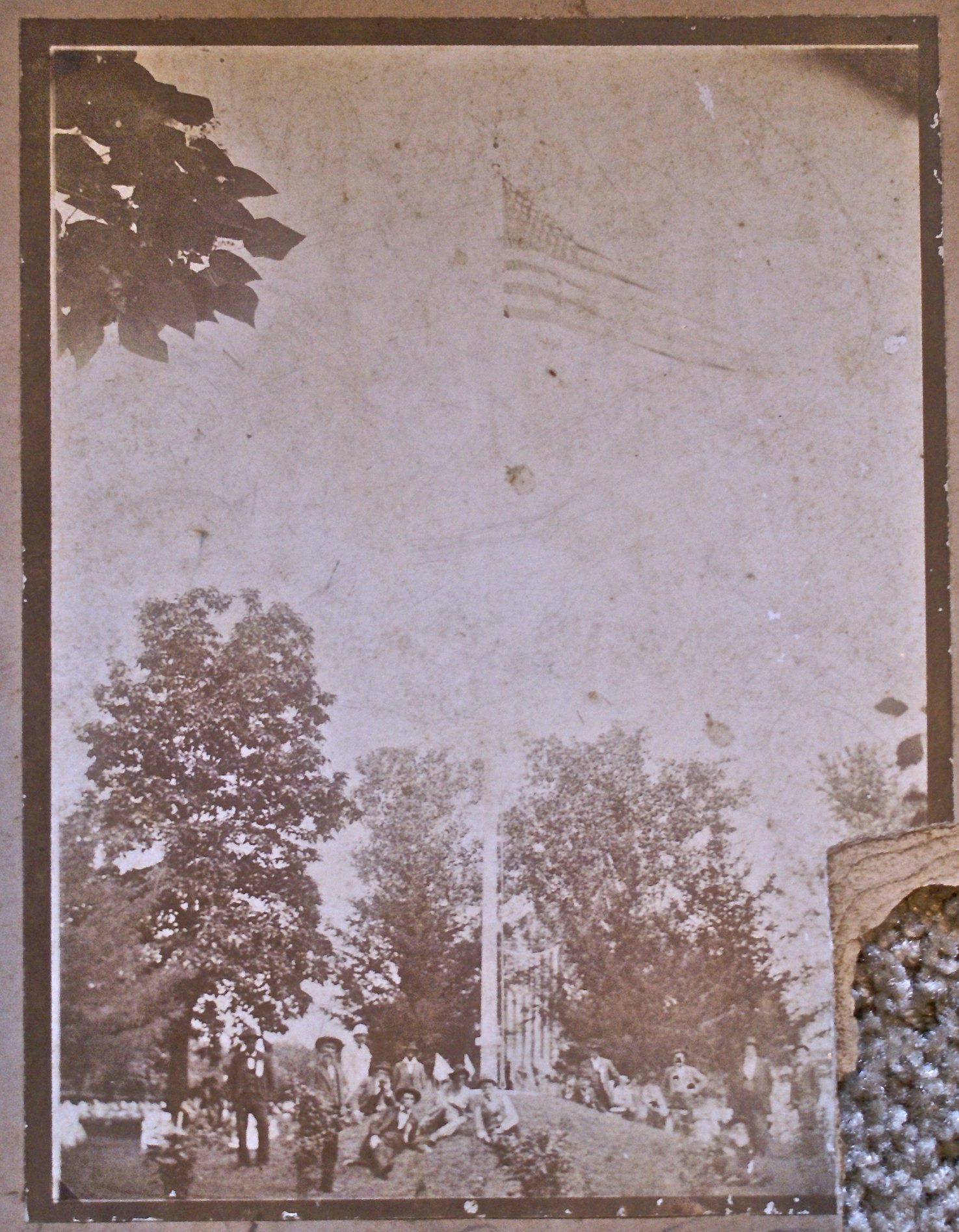
Mât de drapeau du cimetière aux environs du début des années 1900.

Le fort Gibson est créé en 1833, sur une parcelle de terrain au sein de la nation Cherokee. C'est à ce qui est considéré comme la fin de la piste des larmes. La vie de frontière est dure, la fièvre jaune est commune, et au moins trois cimetières sont créés entre 1833 et 1857, lorsque le fort est abandonné.
En 1863, le fort est réactivé par le brigadier général James G. Blunt. En 1868, le cimetière national est créé sur une parcelle de 7 acre (2,8 ha) de terrain, et l'ensemble des inhumations des cimetières à proximité sont transférées. Cela inclut les restes de nombreux civils.
Le cimetière national du fort Gibson est inscrit sur le Registre national des lieux historiques le 20 mai 1999.[réf. nécessaire]

## Monuments notables
- Un cénotaphe pour le caporal John Haddo, récipiendaire de la médaille d'honneur pour son action dans le territoire du Montana pendant les guerres indiennes qui est enterré dans une fosse commune dans le cimetière national de Custer[1],[2].

## Inhumations notables
- Capitaine Sonuk Mikko (Billy Bowlegs), séminole qui a combattu pour l'Union lors de la guerre de Sécession
- Premier lieutenant Jack C. Montgomery, récipiendaire de la médaille d'honneur pour son action lors de la seconde guerre mondiale
- Paul "Buddy" Burris, joueur de football professionnel
- Theodore M. Risenhoover, membre du Congrès des États-Unis
- Soldat de première classe John N. Reese, Jr, récipiendaire de la médaille d'honneur pour son action lors de la seconde guerre mondiale
- Vivia Thomas, figure d'une légende locale, elle était la fille d'une famille riche de Boston, et elle a été abandonnée à l'autel de mariage par un soldat qui a été affecté au fort Gibson. Elle s'est  déguisée elle-même en homme afin de se faire passer comme un soldat et a voyagé seule vers le fort, s'est confrontée à lui et l'a tué. Plus tard, elle est morte d'une pneumonie qu'elle a dit avoir contracté à plusieurs reprises tout en bravant le froid et les intempéries pour rendre visite à sa tombe.